# Sickening Gore
Sickening Gore byla švýcarská deathmetalová kapela založená v roce 1991 tehdy ještě pod názvem Reactor ve městě Curych. O rok později se přejmenovala na Sickening Gore, neboť na německé scéně existovala stejnojmenná speed/powermetalová hudební skupina z Augsburgu.
Debutové a zároveň jediné studiové album s názvem Destructive Reality vyšlo v roce 1993 pod hlavičkou německého hudebního vydavatelství Massacre Records. 
Další nahrávky už kapela na své konto nepřidala, cca v roce 1993 se rozpadla.

## Diskografie
Dema
- The Tribunal Above (1991) – pod názvem kapely Reactor

Studiová alba
- Destructive Reality (1993)

Promo nahrávky
- Destructive Reality (1993) – advance tape